# تيراباسي برايس
تيراباسي برايس (بالفرنسية: Brice Tirabassi)‏ مواليد 15 يونيو 1977، هو سائق راليات فرنسي. بدأ مسيرته في سنة 1999. كان أول رالي له هو رالي كورسيكا 1999. شارك في بطولة العالم للراليات.

## فرق مثلها
- فريق سوبارو للراليات

## روابط خارجية
- تيراباسي برايس على موقع Rallye-info.com (الإنجليزية)
- تيراباسي برايس على موقع eWRC-results.com (الإنجليزية)